# E78
E78 eller Europaväg 78 är en 270 km lång europaväg som går mellan Grosseto och Fano i Italien.

## Sträckning
Grosseto - Arezzo - Sansepolcro - Fano

## Standard
E78 är landsväg hela sträckan, och bitvis ren bergsväg med serpentiner.

## Anslutningar
| - E80 - E35 |  | - E45 - E55 |